# Historique du parcours européen du Biarritz olympique
Le parcours européen du Biarritz olympique est l'histoire des participations du Biarritz olympique Pays basque, équipe de rugby à XV de Biarritz, aux différentes éditions des compétitions européennes depuis sa première participation en 1997.
Les Biarrots ont participé à treize éditions consécutives de la coupe d'Europe entre 2001 et 2013, compétition principale dont ils disputé deux finales (2006 et 2010), deux demi-finales (2004 et 2005) et quatre quarts de finale (2001, 2003, 2007 et 2011). Le club a également remporté l'Amlin Cup en 2012.

## Historique

### 1995-1996
Le rugby à XV est l'un des derniers sports collectifs majeurs à se doter d'une compétition européenne interclubs en 1995. La Coupe d'Europe de rugby à XV a été créée en 1995 par le Comité des cinq nations « afin de proposer un nouveau niveau de compétition professionnelle transfrontalière ». Douze équipes représentant l'Irlande, le pays de Galles, l'Italie, la Roumanie et la France, s'affrontent en quatre poules. Le premier de poule est qualifié pour les demi-finales. Les équipes anglaises et écossaises n'y participent pas. Côté français, sont présents les finalistes du championnat de France, le Stade toulousain et le Castres olympique, et le Club athlétique Bordeaux-Bègles Gironde, finaliste du Challenge Yves du Manoir 1994-1995. Au fil des rencontres, la compétition gagne en intérêt, le public se montre plus nombreux. Toulouse devient le premier champion en battant Cardiff RFC 21-18 après prolongations devant les 21 800 spectateurs de l'Arms Park. Ce club gallois a été créé en 1876, il se bâtit la réputation d'un des plus grands clubs de rugby au monde, notamment grâce à ses victoires face aux équipes de l'hémisphère sud en tournée dans les îles britanniques : la Nouvelle-Zélande, l'Afrique du Sud sont tombées au moins une fois à l'Arms Park, tandis que l'Australie n'a jamais réussi à vaincre en pas moins de six tentatives. Le match est intense et lance véritablement la coupe d'Europe.
Biarritz n'évolue pas dans  l'élite et ne joue donc pas la coupe d'Europe.

### 1996-1997
À l'inter-saison, le Biarritz olympique a rejoint l'élite, le championnat de France de rugby à XV 1996-1997, qui est composé de vingt clubs. Quatre disputent la compétition majeure, la coupe d'Europe, sept sont intégrés au challenge européen qui est disputé pour la première fois cette année-là. Biarritz ne la dispute pas, étant promu. 
Pour la première édition du challenge européen, vingt-quatre équipes d'Angleterre, de France, d'Italie, de Roumanie, d'Écosse et du pays de Galles concourent, divisées en quatre groupes de six. Pour cette première édition la finale est française et voit Bourgoin battre Castres sur le score de 18 à 9.
L'Angleterre et l'Écosse ont rejoint la compétition et disputent l'édition 1996-1997 de la coupe d'Europe de rugby à XV. Celle-ci voit s'affronter vingt équipes réparties en quatre poules. Brive et Leicester s'affrontent en finale, après avoir battu tous leurs adversaires, dont Toulouse et Cardiff en demi-finales. Les Corréziens l'emportent 28-9 devant 41 661 personnes réunies à l'Arms Park et plus de 35 millions de téléspectateurs disséminés dans 86 pays.

### 2004-2005

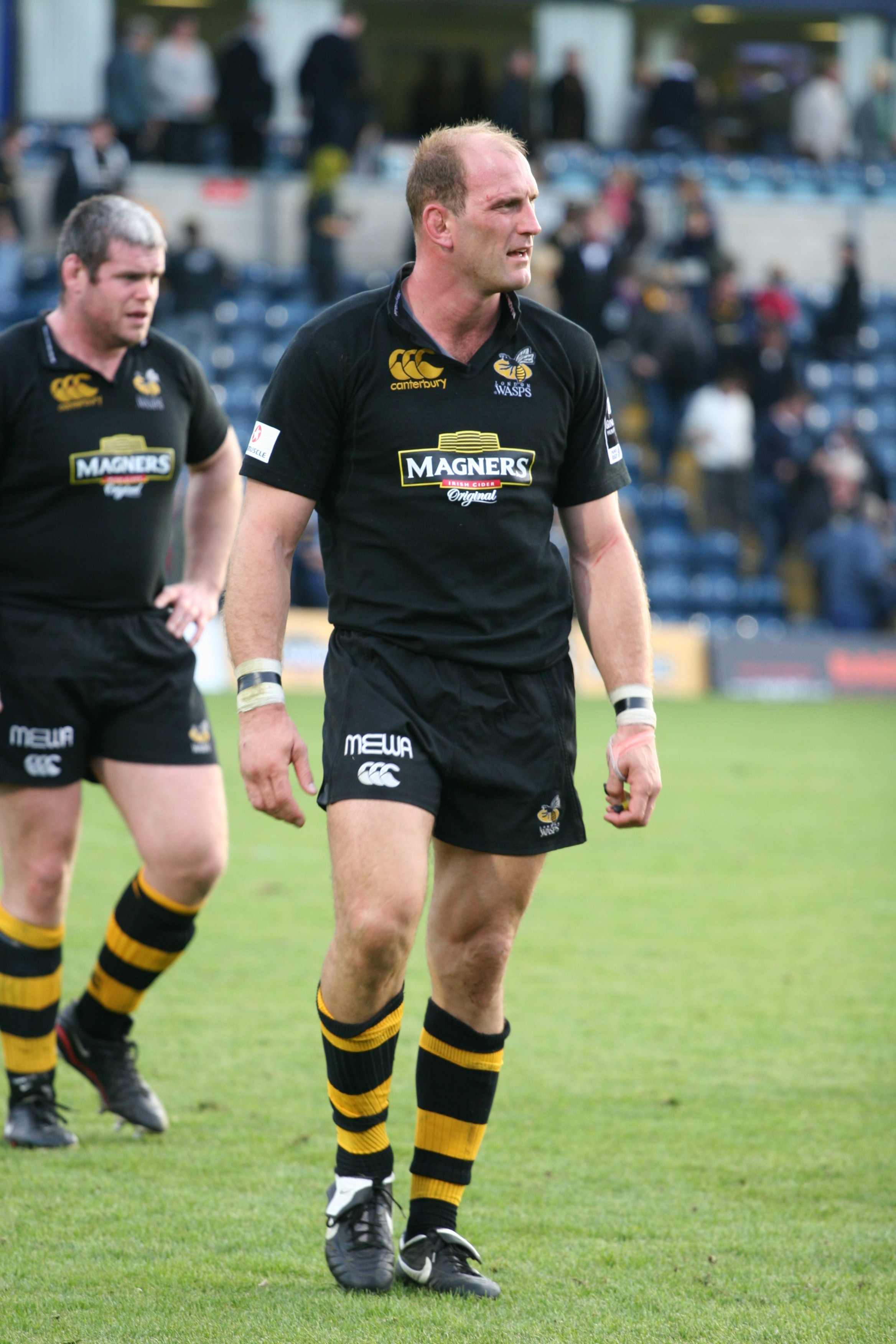
Lawrence Dallaglio, champion d'Europe en titre.

Les Biarrotz jouent contre les London Wasps lors de la saison 2004-2005, le club londonien est champion en titre, sept équipes anglaises sont qualifiées et deux anciens champions d'Europe anglais sont versés dans cette poule. Les Leicester Tigers jouent également contre Biarritz olympique ainsi que Rugby Calvisano qui n'a pratiquement aucun chance. Pour le premier match, Biarritz s'incline 25-12 à Londres. Imanol Harinordoquy et Damien Traille font leur apparition avec Biarritz olympique en Coupe d'Europe en provenance de la Section paloise. Le deuxième match est déjà essentiel avec un déplacement de Leicester sur la côte basque. Biarritz est solide et gagne 23-8 contre les Tigres. La double confrontation contre les Italiens est anecdotique. Biarritz s'impose 41-10 et 48-17 à l'extérieur. Leicester s'impose 37-31 chez les champions d'Europe en titre, l'emporte 35-27 à domicile et prend la tête de la poule. Cependant les Basques de Biarritz viennent l'emporter en Angleterre. Biarritz domine la première période et mène 17-0 avant la réaction des Tigres qui reviennent à 21-17 pour préserver ses chances de qualification. Les Français battent les Wasps 18-15 alors que Leicester l'emporte 62-10 à Calvisano; les deux formations se qualifient.
Le Biarritz olympique choisit de recevoir à Anoeta à Saint-Sébastien pour un quart-de-finale populaire où se côtoient 25 000 Basques espagnols et français et 8 000 Irlandais, le 3 avril 2005. Biarritz l'emporte difficilement 19-10. La demi-finale a lieu à Paris contre le Stade français Paris. Biarritz domine sans creuser définitivement l'écart, le Stade inscrit un essai à la soixante-treizième minute puis un autre par Christophe Dominici dans les arrêts de jeu pour s'imposer 20-17 ! Paris perd la finale contre le Stade toulousain (cette rencontre est serrée, sans essai et Toulouse s'impose 18-12 après prolongation) avant de s'incliner contre Biarritz 34-37 après prolongation (31-31 à la fin du temps règlementaire) en finale du Championnat de France ! 
Coupe d'Europe :
|                  | Tour                          | Club                 | Match | Club               |    |
| ---------------- | ----------------------------- | -------------------- | ----- | ------------------ | -- |
| 24 octobre 2004  | Phase de poules, poule 1 : J1 | London Wasps         | 25-12 | Biarritz olympique | 48 |
| 30 octobre 2004  | Phase de poules, poule 1 : J2 | Biarritz olympique   | 23-8  | Leicester Tigers   | 49 |
| 4 décembre 2004  | Phase de poules, poule 1 : J3 | Biarritz olympique   | 41-10 | Rugby Calvisano    | 50 |
| 11 décembre 2004 | Phase de poules, poule 1 : J4 | Rugby Calvisano      | 17-48 | Biarritz olympique | 51 |
| 9 janvier 2005   | Phase de poules, poule 1 : J5 | Leicester Tigers     | 17-21 | Biarritz olympique | 52 |
| 15 janvier 2005  | Phase de poules, poule 1 : J6 | Biarritz olympique   | 18-15 | London Wasps       | 53 |
| 3 avril 2005     | Quart-de-finale               | Biarritz olympique   | 19-10 | Munster            | 54 |
| 23 avril 2005    | Demi-finale                   | Stade français Paris | 20-17 | Biarritz olympique | 55 |

Classement de la poule 1 :
| Place | Club               | Pts | J | V | N | D | Pts + | Pts - | Essais + | Essais - | Diff. | Bonus O | Bonus D |
| 1er   | Biarritz olympique | 22  | 6 | 5 | 0 | 1 | 163   | 92    | 20       | 9        | +11   | 2       | 0       |
| 2e    | Leicester Tigers   | 19  | 6 | 4 | 0 | 2 | 196   | 118   | 24       | 9        | +15   | 2       | 1       |
| 3e    | London Wasps       | 16  | 6 | 3 | 0 | 3 | 174   | 138   | 21       | 13       | +8    | 2       | 2       |
| 4e    | Rugby Calvisano    | 0   | 6 | 0 | 0 | 6 | 79    | 264   | 9        | 43       | -34   | 0       | 0       |

### 2005-2006

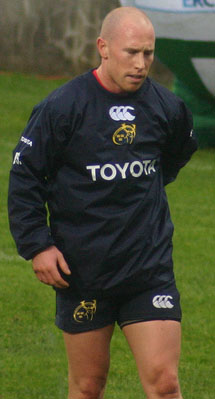
Peter Stringer, international irlandais (Munster).

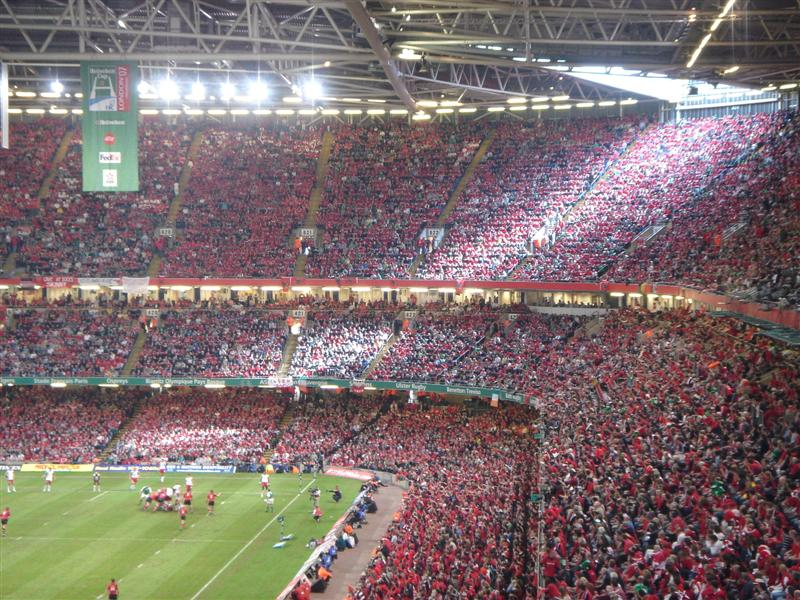
La finale 2005-2006 au Millennium Stadium

Pour la campagne 2005-2006, le Biarritz olympique entame la compétition en perdant en Angleterre contre les Saracens avec un essai de chaque côté de Ben Johnston et de Julien Peyrelongue,, Glen Jackson sanctionne au pied les fautes basques. Le club anglais compte dans ses rangs les internationaux Thomas Castaignède, Kyran Bracken, Cobus Visagie ou Simon Raiwalui. Biarritz n'a pas droit à l'erreur en recevant la province de l'Ulster et s'impose 33-19 à Aguiléra,. Philippe Bidabé inscrit deux essais, Jean-Baptiste Gobelet profite de la blessure de Jimmy Marlu pour apparaître sur la scène européenne au poste d'ailier, il marque également, comme le Roumain Petru Bălan. Le Benetton Trévise n'est pas au niveau des trois autres clubs et concède deux défaites contre chaque adversaire. Biarritz s'impose en Irlande, et se relance. Les champions d'Europe 1999 n'ont plus perdu à Ravenhill depuis la saison 2000-2001. Enfin, Biarritz l'emporte à domicile contre Saracens 43-13,,, avec six essais inscrits par Nicolas Brusque, Jean-Baptiste Gobelet, Philippe Bidabé, Federico Martin Aramburu, Julien Peyrelongue et Benoit August. La formation française se qualifie et reçoit en quart-de-finale.
Le Biarritz olympique choisit de jouer à Anoeta à Saint-Sébastien pour une nouvelle liesse populaire mêlant 25 000 Basques espagnols et français le 2 avril 2006. Biarritz l'emporte difficilement 11-6. La demi-finale a lieu au même stade contre le club anglais de Bath Rugby. Biarritz domine sans creuser l'écart pour s'imposer 18-9. 
Le Munster l'emporte en finale contre Biarritz olympique 23 à 19,. 
Coupe d'Europe :
|                  | Tour                          | Club               | Match | Club               |    |
| ---------------- | ----------------------------- | ------------------ | ----- | ------------------ | -- |
| 23 octobre 2005  | Phase de poules, poule 4 : J1 | Saracens           | 22-10 | Biarritz olympique | 56 |
| 29 octobre 2005  | Phase de poules, poule 4 : J2 | Biarritz olympique | 33-19 | Ulster             | 57 |
| 11 décembre 2005 | Phase de poules, poule 4 : J3 | Biarritz olympique | 34-7  | Benetton Trévise   | 58 |
| 17 décembre 2005 | Phase de poules, poule 4 : J4 | Benetton Trévise   | 24-38 | Biarritz olympique | 59 |
| 13 janvier 2006  | Phase de poules, poule 4 : J5 | Ulster             | 8-24  | Biarritz olympique | 60 |
| 21 janvier 2006  | Phase de poules, poule 4 : J6 | Biarritz olympique | 43-13 | Saracens           | 61 |
| 2 avril 2006     | Quart-de-finale               | Biarritz olympique | 11-6  | Sale Sharks        | 62 |
| 22 avril 2006    | Demi-finale                   | Biarritz olympique | 18-9  | Bath Rugby         | 63 |
| 20 mai 2006      | Finale                        | Munster            | 23-19 | Biarritz olympique | 64 |

Classement de la poule 4 :
| Place | Club               | Pts | J | V | N | D | Pts + | Pts - | Essais + | Essais - | Diff. | Bonus O | Bonus D |
| 1er   | Biarritz olympique | 24  | 6 | 5 | 0 | 1 | 182   | 93    | 24       | 10       | +14   | 4       | 0       |
| 2e    | Saracens           | 17  | 6 | 4 | 0 | 2 | 128   | 129   | 12       | 13       | -1    | 1       | 0       |
| 3e    | Ulster             | 14  | 6 | 3 | 0 | 3 | 126   | 111   | 15       | 23       | +2    | 2       | 0       |
| 4e    | Benetton Trévise   | 3   | 6 | 0 | 0 | 6 | 104   | 207   | 13       | 28       | -15   | 2       | 1       |

### 2008-2009
Vingt-quatre clubs, provinces ou franchises s'affrontent dans six poules de quatre équipes en match aller-retour en 2008-2009. Le premier de chaque poule et les deux meilleurs seconds sont qualifiés pour les quarts de finale. La poule de Biarritz, accueille les Cardiff Blues, un club anglais Gloucester et les Italiens de Calvisano. 
Coupe d'Europe :
|                  | Tour                          | Club               | Match | Club               |    |
| ---------------- | ----------------------------- | ------------------ | ----- | ------------------ | -- |
| 11 octobre 2008  | Phase de poules, poule 6 : J1 | Gloucester RFC     | 22-10 | Biarritz olympique | 78 |
| 18 octobre 2008  | Phase de poules, poule 6 : J2 | Biarritz olympique | 41-10 | Rugby Calvisano    | 79 |
| 5 décembre 2008  | Phase de poules, poule 6 : J3 | Cardiff Blues      | 21-17 | Biarritz olympique | 80 |
| 13 décembre 2008 | Phase de poules, poule 6 : J4 | Biarritz olympique | 6-10  | Cardiff Blues      | 81 |
| 17 janvier 2009  | Phase de poules, poule 6 : J5 | Rugby Calvisano    | 15-23 | Biarritz olympique | 82 |
| 23 janvier 2009  | Phase de poules, poule 6 : J6 | Biarritz olympique | 24-10 | Gloucester RFC     | 83 |

Classement de la poule 6 :
| Place | Club               | Pts | J | V | N | D | Pts + | Pts - | Essais + | Essais - | Diff. | Bonus O | Bonus D |
| 1er   | Cardiff Blues      | 27  | 6 | 6 | 0 | 0 | 202   | 99    | 23       | 9        | + 14  | 3       | 0       |
| 2e    | Biarritz olympique | 15  | 6 | 3 | 0 | 3 | 121   | 88    | 14       | 4        | +10   | 1       | 2       |
| 3e    | Gloucester RFC     | 15  | 6 | 3 | 0 | 3 | 156   | 109   | 17       | 12       | +5    | 2       | 1       |
| 4e    | Rugby Calvisano    | 0   | 6 | 0 | 0 | 6 | 87    | 270   | 8        | 37       | -29   | 0       | 0       |

### 2011-2012
Coupe d'Europe :
Avec seulement 3 victoires en 6 matchs le Biarritz olympique termine deuxième avec 18 points derrière les Saracens dans la poule 5 de Hcup et rate la qualification pour les quarts de finale mais se console en étant reversé en quarts de finale du Challenge européen.
Challenge européen :
Lors des phases finales du challenge le Biarritz olympique débute en quarts de finale par une victoire en Angleterre chez les London Wasps dans un match très serré et haletant : il faudra attendre la 76e minutes de jeu et une pénalité de Dimitri Yachvili pour que le BO l'emporte 26 à 23. En demi-finale le Biarritz olympique reçoit le CA Brive au Parc des sports d'Aguiléra et domine assez logiquement 19 à 0 une équipe remaniée de Brive (Brive doit aussi assurer son maintien en Top 14) avec un essai de Traille. En finale Biarritz affronte le Rugby club toulonnais au Twickenham Stoop ce match se résume à un duel de buteurs. Jonny Wilkinson inscrit 5 pénalités contre 7 pour Dimitri Yachvili. Grâce à son buteur le Biarritz olympique s'impose en finale 21 à 18 et remporte le Challenge européen 2011-2012 et gagne son premier titre sur la scène européenne.
| Quart de finale le 7 avril 2012 12 h 30 WET | London Wasps | 23 – 26 (9 – 17) | Biarritz olympique | Adams Park, High Wycombe 4 308 spectateurs Arbitre : John Lacey |
| Quart de finale le 7 avril 2012 12 h 30 WET | Essai(s) : Wade (63e), Davis (66e) Transformation(s) : Robinson 2 (64e, 67e) Pénalité(s) : Robinson 3 (13e, 21e, 39e) |                  | Essai(s) : Balshaw (22e), Van Staden (39e) Transformation(s) : Yachvili 2 (23e, 41e) Pénalité(s) : Yachvili 4 (28e, 54e, 61e, 76e) | Adams Park, High Wycombe 4 308 spectateurs Arbitre : John Lacey |
| Quart de finale le 7 avril 2012 12 h 30 WET | |                  | | Adams Park, High Wycombe 4 308 spectateurs Arbitre : John Lacey |

| Demi-finale 28 avril 2012 16 h 00 CET | Biarritz olympique                                                                                        | 19 – 0 (13 – 0) | CA Brive                           | Parc des sports d'Aguiléra, Biarritz 8 927 spectateurs Arbitre : George Clancy |
| Demi-finale 28 avril 2012 16 h 00 CET | Essai(s) : Traille (27e) Transformation(s) : Yachvili (28e) Pénalité(s) : Yachvili 4 (15e, 22e, 68e, 70e) |                 | Carton(s) rouge(s) : Barozzi (80e) | Parc des sports d'Aguiléra, Biarritz 8 927 spectateurs Arbitre : George Clancy |
| Demi-finale 28 avril 2012 16 h 00 CET | |                 |                                    | Parc des sports d'Aguiléra, Biarritz 8 927 spectateurs Arbitre : George Clancy |

| Finale 18 mai 2012 20 h 00 WET | RC Toulon | 18 – 21 (9 – 12) | Biarritz olympique                                          | The Stoop, Twickenham 9 376 spectateurs Arbitre : Wayne Barnes |
| Finale 18 mai 2012 20 h 00 WET | Pénalité(s) : Wilkinson 5 (11e, 22e, 31e, 44e, 59e) Drop(s) : Wilkinson (65e) Carton(s) jaune(s) : Hayman (45e), Armitage (52e) |                  | Pénalité(s) : Yachvili 7 (4e, 17e, 24e, 35e, 46e, 53e, 73e) | The Stoop, Twickenham 9 376 spectateurs Arbitre : Wayne Barnes |
| Finale 18 mai 2012 20 h 00 WET | |                  |                                                             | The Stoop, Twickenham 9 376 spectateurs Arbitre : Wayne Barnes |

## Bilan

### Meilleur marqueur d'essais du Biarritz olympique
1. Takudzwa Ngwenya: 18 essais

2. Philippe Bidabé: 14 essais

3. Iain Balshaw: 13 essais

4. Sireli Bobo: 12 essais

5. Nicolas Brusque: 11 essais

6. Dimitri Yachvili: 10 essais

7. Christophe Milhères: 9 essais

8. Jean-Baptiste Gobelet et Thomas Lièvremont: 8 essais

10. Serge Betsen et Benoît August: 7 essais

### Meilleur réalisateur du Biarritz olympique
1. Dimitri Yachvili: 661 points

2. Julien Peyrelongue: 102 points

3. Frano Botica: 99 points

4. Takudzwa Ngwenya: 90 points

5. Damien Traille: 74 points

6. Philippe Bidabé: 70 points

7. Iain Balshaw: 65 points

8. Sireli Bobo: 60 points

9. Nicolas Brusque: 55 points

10. Christophe Milhères: 45 points

### Plus grand nombre de matchs joués avec le Biarritz olympique
1. Julien Peyrelongue : 84 matchs
2. Dimitri Yachvili : 71 matchs
3. Philippe Bidabé : 63 matchs
4. Jérôme Thion : 56 matchs
5. Denis Avril : 56 matchs
6. Benoît August : 55 matchs
7. Damien Traille : 55 matchs
8. Serge Betsen : 55 matchs
9. Imanol Harinordoquy : 54 matchs
10. Nicolas Brusque : 50 matchs

### Général

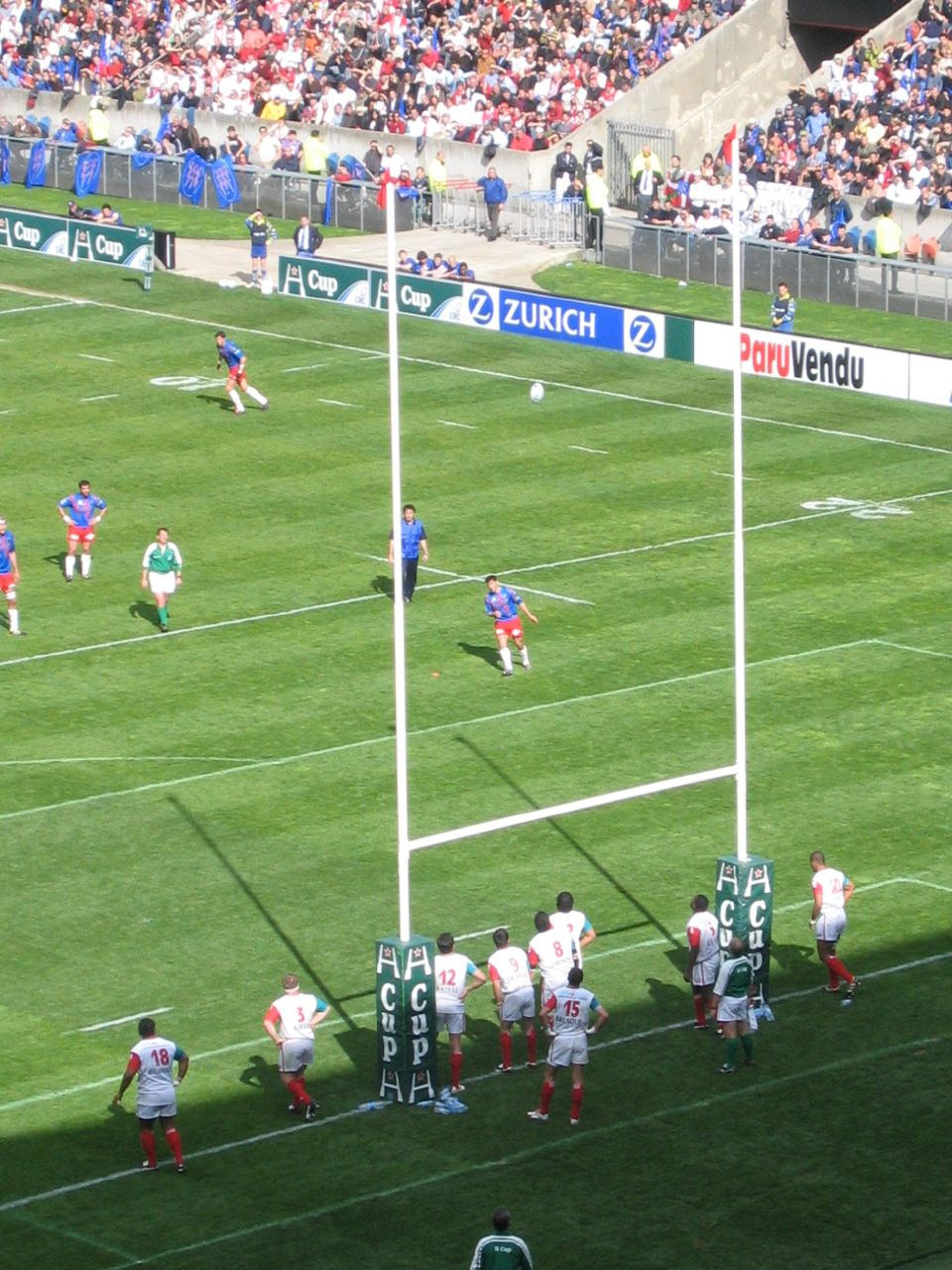
Stade français - Biarritz olympique, demi-finale de la coupe d'Europe 2005

| Saison    | Coupes             | M.J. | Vic. | Nuls | Déf. | Poules            | M.J. | Pts. | Vic. | Nuls | Déf. | Phases finales       | M.J. | Vic. | Nuls | Déf. |
| 2013-2014 | Challenge européen | 6    | 3    | 0    | 3    | 2e de la poule 1  | 6    | 16   | 3    | 0    | 3    | Éliminé              | -    | -    | -    | -    |
| 2012-2013 | Challenge européen | 2    | 1    | 0    | 1    | -                 | -    | -    | -    | -    | -    | 1/2 finaliste        | 2    | 1    | 0    | 1    |
| 2012-2013 | Coupe d'Europe     | 6    | 3    | 0    | 3    | 2e de la poule 3  | 6    | 15   | 3    | 0    | 3    | Reversé en Amlin Cup | -    | -    | -    | -    |
| 2011-2012 | Challenge européen | 3    | 3    | 0    | 0    | -                 | -    | -    | -    | -    | -    | Vainqueur            | 3    | 3    | 0    | 0    |
| 2011-2012 | Coupe d'Europe     | 6    | 3    | 0    | 3    | 2e de la poule 5  | 6    | 18   | 3    | 0    | 3    | Reversé en Amlin Cup | -    | -    | -    |      |
| 2010-2011 | Coupe d'Europe     | 7    | 5    | 0    | 3    | 1er de la poule 4 | 6    | 22   | 4    | 0    | 2    | 1/4 de finaliste     | 1    | 0    | 0    | 1    |
| 2009-2010 | Coupe d'Europe     | 9    | 7    | 0    | 2    | 1er de la poule 2 | 6    | 23   | 5    | 0    | 1    | Finaliste            | 3    | 2    | 0    | 1    |
| 2008-2009 | Coupe d'Europe     | 6    | 3    | 0    | 3    | 2e de la poule 6  | 6    | 15   | 3    | 0    | 3    | Éliminé              | -    | -    | -    | -    |
| 2007-2008 | Coupe d'Europe     | 6    | 4    | 0    | 2    | 2e de la poule 4  | 6    | 18   | 4    | 0    | 2    | Éliminé              | -    | -    | -    | -    |
| 2006-2007 | Coupe d'Europe     | 7    | 6    | 0    | 1    | 1er de la poule 6 | 6    | 29   | 6    | 0    | 0    | 1/4 de finaliste     | 1    | 0    | 0    | 1    |
| 2005-2006 | Coupe d'Europe     | 9    | 7    | 0    | 2    | 1er de la poule 4 | 6    | 24   | 5    | 0    | 1    | Finaliste            | 3    | 2    | 0    | 1    |
| 2004-2005 | Coupe d'Europe     | 8    | 6    | 0    | 2    | 1er de la poule 1 | 6    | 22   | 5    | 0    | 1    | 1/2 finaliste        | 2    | 1    | 0    | 1    |
| 2003-2004 | Coupe d'Europe     | 8    | 5    | 0    | 3    | 1er de la poule 3 | 6    | 20   | 4    | 0    | 2    | 1/2 finaliste        | 2    | 1    | 0    | 1    |
| 2002-2003 | Coupe d'Europe     | 7    | 4    | 0    | 3    | 2e de la poule 6  | 6    | 8*   | 4    | 0    | 2    | 1/4 de finaliste     | 1    | 0    | 0    | 1    |
| 2001-2002 | Coupe d'Europe     | 6    | 2    | 1    | 3    | 2e de la poule 3  | 6    | 5    | 2    | 1    | 3    | Éliminé              | -    | -    | -    | -    |
| 2000-2001 | Coupe d'Europe     | 7    | 4    | 0    | 3    | 1er de la poule 1 | 6    | 8    | 4    | 0    | 2    | 1/4 de finaliste     | 1    | 0    | 0    | 1    |
| 1999-2000 | Challenge européen | 7    | 5    | 0    | 2    | 1er de la poule 5 | 6    | 10   | 5    | 0    | 1    | 1/4 de finaliste     | 1    | 0    | 0    | 1    |
| 1998-1999 | Challenge européen | 6    | 4    | 0    | 2    | 4e de la poule 3  | 6    | 8    | 4    | 0    | 2    | éliminé              | -    | -    | -    | -    |
| 1997-1998 | Challenge européen | 6    | 3    | 0    | 3    | 2e de la poule 7  | 6    | 6    | 3    | 0    | 3    | éliminé              | -    | -    | -    | -    |
| 1996-1997 | Challenge européen | -    | -    | -    | -    | Non qualifié      | -    | -    | -    | -    | -    | Non engagé           | -    | -    | -    | -    |
| 1995-1996 | Coupe d'Europe     | -    | -    | -    | -    | Non qualifié      | -    | -    | -    | -    | -    | Non engagé           | -    | -    | -    | -    |

*Les points de bonus ont fait leur apparition lors de l'édition 2003-2004.

Sources: Site officiel de l'erc

### Meilleures performances
Coupe d'Europe
| Date de la finale | Vainqueur        | Finaliste          | Score | Lieu de la finale            | Spectateurs |
| 20 mai 2006       | Munster          | Biarritz olympique | 23-19 | Millennium Stadium, Cardiff  | 74 534      |
| 22 mai 2010       | Stade toulousain | Biarritz olympique | 21-19 | Stade de France, Saint-Denis | 78 962      |

### Bilan des confrontations par club
Heineken Cup: 92 matchs, 58 victoires, 1 nul, 33 défaites
| Club                  | Nombre de confrontations | Victoires | Nuls | Défaites |
| --------------------- | ------------------------ | --------- | ---- | -------- |
| Leicester             | 2                        | 2         | 0    | 0        |
| London Wasps          | 2                        | 1         | 0    | 1        |
| Sale                  | 3                        | 3         | 0    | 0        |
| Gloucester            | 4                        | 2         | 0    | 2        |
| Harlequins            | 2                        | 0         | 0    | 2        |
| Northampton           | 7                        | 4         | 0    | 3        |
| Bath                  | 5                        | 3         | 0    | 2        |
| Saracens              | 6                        | 3         | 0    | 3        |
| Edinburgh             | 4                        | 3         | 1    | 0        |
| Glasgow               | 4                        | 3         | 0    | 1        |
| Border Reivers        | 2                        | 2         | 0    | 0        |
| Llanelli              | 1                        | 1         | 0    | 0        |
| Cardiff               | 6                        | 3         | 0    | 3        |
| Newport               | 2                        | 2         | 0    | 0        |
| Neath-Swansea Ospreys | 5                        | 3         | 0    | 2        |
| Munster               | 4                        | 2         | 0    | 2        |
| Leinster              | 5                        | 2         | 0    | 3        |
| Ulster                | 6                        | 4         | 0    | 2        |
| Connacht              | 2                        | 1         | 0    | 1        |
| Calvisano             | 4                        | 4         | 0    | 0        |
| Trevise               | 4                        | 3         | 0    | 1        |
| Parme                 | 2                        | 2         | 0    | 0        |
| Viadana               | 2                        | 2         | 0    | 0        |
| Aironi                | 2                        | 1         | 0    | 1        |
| Zebre                 | 2                        | 2         | 0    | 0        |
| Stade toulousain      | 3                        | 0         | 0    | 3        |
| Stade Français        | 1                        | 0         | 0    | 1        |

Challenge européen: 28 matchs, 18 victoires, 10 défaites
| Club         | Nombre de confrontations | Victoires | Nuls | Défaites |
| ------------ | ------------------------ | --------- | ---- | -------- |
| Brive        | 2                        | 1         | 0    | 1        |
| Oyonnax      | 2                        | 1         | 0    | 1        |
| Perpignan    | 2                        | 1         | 0    | 1        |
| Agen         | 1                        | 1         | 0    | 0        |
| Toulon       | 1                        | 1         | 0    | 0        |
| Pau          | 1                        | 0         | 0    | 1        |
| Bristol      | 1                        | 0         | 0    | 1        |
| London Wasps | 1                        | 1         | 0    | 0        |
| Newcastle    | 2                        | 1         | 0    | 1        |
| Gloucester   | 3                        | 2         | 0    | 1        |
| Sale         | 2                        | 0         | 0    | 2        |
| Worcester    | 2                        | 2         | 0    | 0        |
| Edinburgh    | 2                        | 1         | 0    | 1        |
| Bridgend     | 3                        | 3         | 0    | 0        |
| Leinster     | 1                        | 0         | 0    | 1        |
| Bucarest     | 1                        | 1         | 0    | 0        |
| Portugal     | 1                        | 1         | 0    | 0        |
| Espagne      | 2                        | 2         | 0    | 0        |

### Bilan par club
Le Stade toulousain et le Munster ont disputé dix phases finales sur treize possibles. Le Stade toulousain a remporté trois titres, les Irlandais ont gagné deux des quatre derniers titres et ont disputé les dix dernières phases finales. Les Leicester Tigers ont disputé deux finales perdues et remporté deux titres. Le Biarritz olympique a disputé une finale et deux demi-finales. 
| Rang | Club                           | Titres | Finales | Demi-finales | Quarts de finale | Années de sacre                            | Années de finale perdue         |
| ---- | ------------------------------ | ------ | ------- | ------------ | ---------------- | ------------------------------------------ | ------------------------------- |
| 1    | Stade toulousain               | 4      | 2       | 3            | 2                | 1995-1996, 2002-2003, 2004-2005, 2009-2010 | 2003-2004, 2007-2008            |
| 2    | Leicester Tigers               | 2      | 3       | 1            | 3                | 2000-2001, 2001-2002                       | 1996-1997, 2006-2007, 2008-2009 |
| 3    | Munster                        | 2      | 2       | 4            | 3                | 2005-2006, 2007-2008                       | 1999-2000, 2001-2002            |
| 4    | London Wasps                   | 2      | 0       | 0            | 2                | 2003-2004, 2006-2007                       |                                 |
| 5    | CA Brive                       | 1      | 1       | 0            | 0                | 1996-1997                                  | 1997-1998                       |
| 6    | Leinster                       | 1      | 0       | 4            | 3                | 2008-2009                                  |                                 |
| 7    | Bath Rugby                     | 1      | 0       | 1            | 2                | 1997-1998                                  |                                 |
| -    | Northampton Saints             | 1      | 0       | 1            | 2                | 1999-2000                                  |                                 |
| 9    | Ulster                         | 1      | 0       | 0            | 0                | 1998-1999                                  |                                 |
| 10   | Stade français Paris           | 0      | 2       | 1            | 4                |                                            | 2000-2001, 2004-2005            |
| 11   | Biarritz Olympique Pays Basque | 0      | 2       | 2            | 3                |                                            | 2005-2006, 2009-2010            |
| 12   | Cardiff Blues *                | 0      | 1       | 1            | 5                |                                            | 1995-1996                       |
| 13   | USA Perpignan                  | 0      | 1       | 1            | 2                |                                            | 2002-2003                       |
| 14   | US Colomiers                   | 0      | 1       | 0            | 0                |                                            | 1998-1999                       |
| 15   | Llanelli Scarlets **           | 0      | 0       | 3            | 4                |                                            |                                 |
| 16   | Gloucester RFC                 | 0      | 0       | 1            | 2                |                                            |                                 |
| -    | Ospreys ***                    | 0      | 0       | 1            | 2                |                                            |                                 |
| 18   | Section paloise                | 0      | 0       | 1            | 1                |                                            |                                 |
| 19   | Castres olympique              | 0      | 0       | 1            | 0                |                                            |                                 |
| -    | Saracens                       | 0      | 0       | 1            | 0                |                                            |                                 |
| -    | London Irish                   | 0      | 0       | 1            | 0                |                                            |                                 |
| 22   | Harlequins                     | 0      | 0       | 0            | 2                |                                            |                                 |
| -    | ASM Clermont                   | 0      | 0       | 0            | 2                |                                            |                                 |
| 24   | US Dax                         | 0      | 0       | 0            | 1                |                                            |                                 |
| -    | Sale Sharks                    | 0      | 0       | 0            | 1                |                                            |                                 |
| -    | Newcastle Falcons              | 0      | 0       | 0            | 1                |                                            |                                 |
| -    | Edinburgh                      | 0      | 0       | 0            | 1                |                                            |                                 |

* Ont été pris en compte les résultats de Cardiff RFC et Pontypridd RFC avant l'édition 2003-2004. Ces deux clubs fournissent maintenant des joueurs à la franchise galloise.
** Ont été pris en compte les résultats de Llanelli RFC avant l'édition 2003-2004. Ce club fournit maintenant des joueurs à la franchise galloise.
*** Ont été pris en compte les résultats de Neath RFC et Swansea RFC avant l'édition 2003-2004. Ces deux clubs fournissent maintenant des joueurs à la franchise galloise.